# Meilleur avant (web-série)
Meilleur avant est une web-série de fiction canadienne en sept épisodes d'environ dix minutes, scénarisée, produite et réalisée par Laura Bergeron et Maxime Robin, et mise en ligne le avril 2020 sur le site web de TV5-Unis.
La série web a été tournée en français dans la région du Grand Toronto. Elle a reçu le soutien financier des fonds Talents en vue de Téléfilm Canada et Créateurs en série de TV5-Unis.

## Synopsis
Fred, 28 ans, doit se trouver un emploi car il manque d'argent et n'arrive pas à terminer son doctorat sur Friedrich Nietzsche. C'est ainsi qu'il intègre l'équipe de nuit d'une épicerie 24 heures, le temps de compléter sa thèse. Il est alors plongé dans un univers bizarre où il fait la connaissance de ses collègues, tout aussi étranges et déstabilisants. Malgré ses efforts pour rester à l'écart du groupe, Fred aura à jouer un rôle essentiel pour assurer la survie du quart de nuit.

## Distribution

### Acteurs principaux
- Nico Racicot : Fred (L'heure bleue, Les Honorables)
- Luc Boucher : Jean (Toute la vie, Léo)
- Larissa Corriveau : Constance (Répertoire des villes disparues, Toute la vie)
- Éléonore Loiselle : Mélanie-Anne (Cérébrum, File d'attente, La Déesse des mouches à feu, Ceux qui se sont évaporés)
- Gardy Telus : Amid (Les Mecs, Casting sauvage)
- Carolyn Fe (en) : Madame Z. (Auring's Words, Condor, The Road We Take)

## Fiche technique
- Réalisation et scénarisation : Laura Bergeron et Maxime Robin
- Production : Laura Bergeron, Maxime Robin et Zoe Mapp
- Conseils à la scénarisation : Guillaume Lambert (Like-moi !, L'âge adulte)
- Images : Gabriela Osio Vanden et Jack Lambert
- Direction artistique : Cordelia D'Amboise
- Costumes : Vanessa Magic
- Musique : Mathieu Pelletier Gagnon et Sylvain Deschamps (Flore Laurentienne)
- Montage : Laura Bergeron
- Partenaires : Téléfilm Canada (Talents en vue), TV5 Unis TV (Créateurs en série), Télé-Québec, Red Beast Productions et La Vierge Folle.

## Épisodes[4]
Chaque épisode de la websérie débute avec une citation de Friedrich Nietzsche, philosophe qui a grandement inspiré les deux auteurs dans ce projet.
1. Humain, trop humain - « Il est difficile de vivre avec les humains parce qu’il est difficile de se taire. »
2. Le Gai Savoir - « Ce n’est pas ton mensonge qui me bouleverse mais ne plus pouvoir te croire. »
3. Ainsi parla Zarathustra - « La liberté c’est savoir danser avec ses chaînes. »
4. La Volonté de puissance - « Là où il y a vie, il y a volonté. La volonté de puissance. »
5. Par-delà le bien et le mal - « Être vrai, peu le peuvent ! »
6. Le Crépuscule des idoles - « Tout individu collabore à l’ensemble du cosmos. »
7. Ecce Homo - « Je ne suis pas homme. Je suis dynamite. »

## Accueil
Selon Richard Therrien du journal Le Soleil, « Meilleur avant se veut un microcosme d’une faune nocturne et bigarrée, disparate. On est complètement dans l’absurde. Tout en lenteur, (la websérie) dispose d’une facture très cinématographique. ».
Lors de sa sortie, ce premier opus du duo Bergeron-Robin a reçu une bonne couverture médiatique.